# Ованаванк
Ованаванк (вірм. Հովհաննավանք) — монастир, заснований у V столітті в історичній провінції Арагацотн. Розташований в селі Оганаван марзу Арагацотн Республіки Вірменія.
У складі монастирського комплексу: 
- Базиліка Сурб Григор (V століття) — в ній є один з небагатьох у Вірменії іконостасів. З півночі до храму примикають руїни церкви перших християн, що відноситься до початку IV століття.
- Сурб Карапет (1216–1221) — головна церква монастиря хрестово-купольного типу. Стіни багато прикрашені барельєфами і орнаментами з християнськими мотивами. Збудована князем Ваче Вачутяном.
- Чотиристовпний Гавіт — прикрашений ажурною ротондою над верхнім світловим отвором (1248–1550).

Південна стіна храму і високий купол на дванадцятигранному барабані були зруйновані в 1919 році під час сильного землетрусу. У 1970–1990 роках проведена велика реконструкція, в ході якої ці елементи церкви були відновлені. Також, до сьогоднішнього часу збереглися залишки мурів з вежами XII-XIII століть і стародавні надгробки.

## Галерея

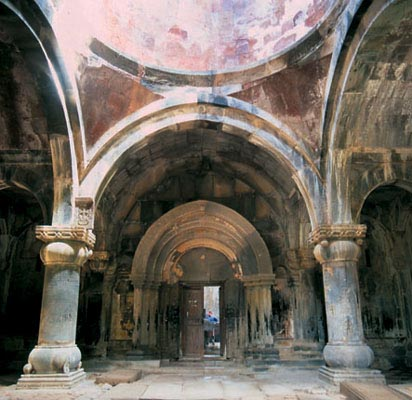
Внутрішнє убранство
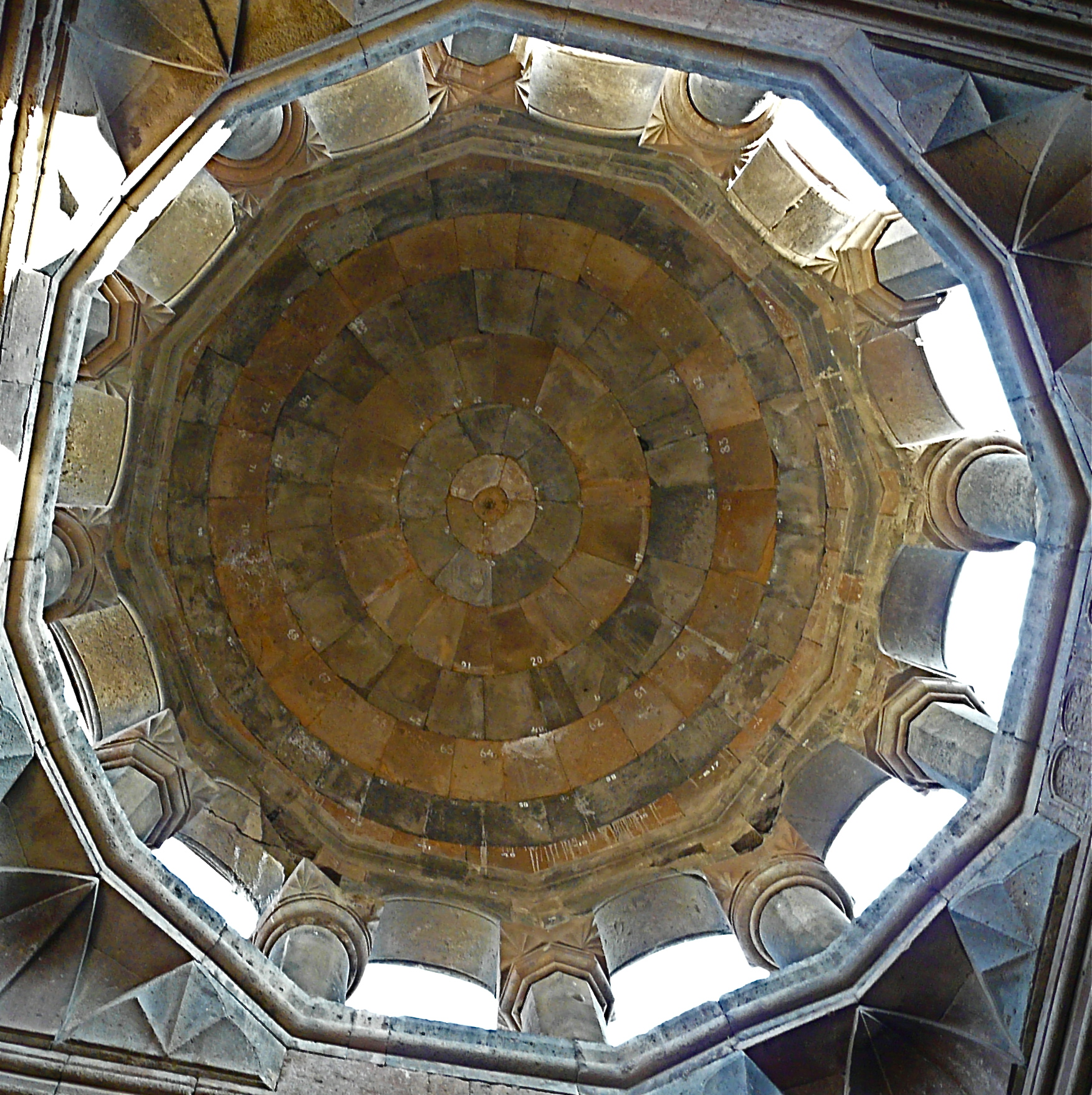
Купол
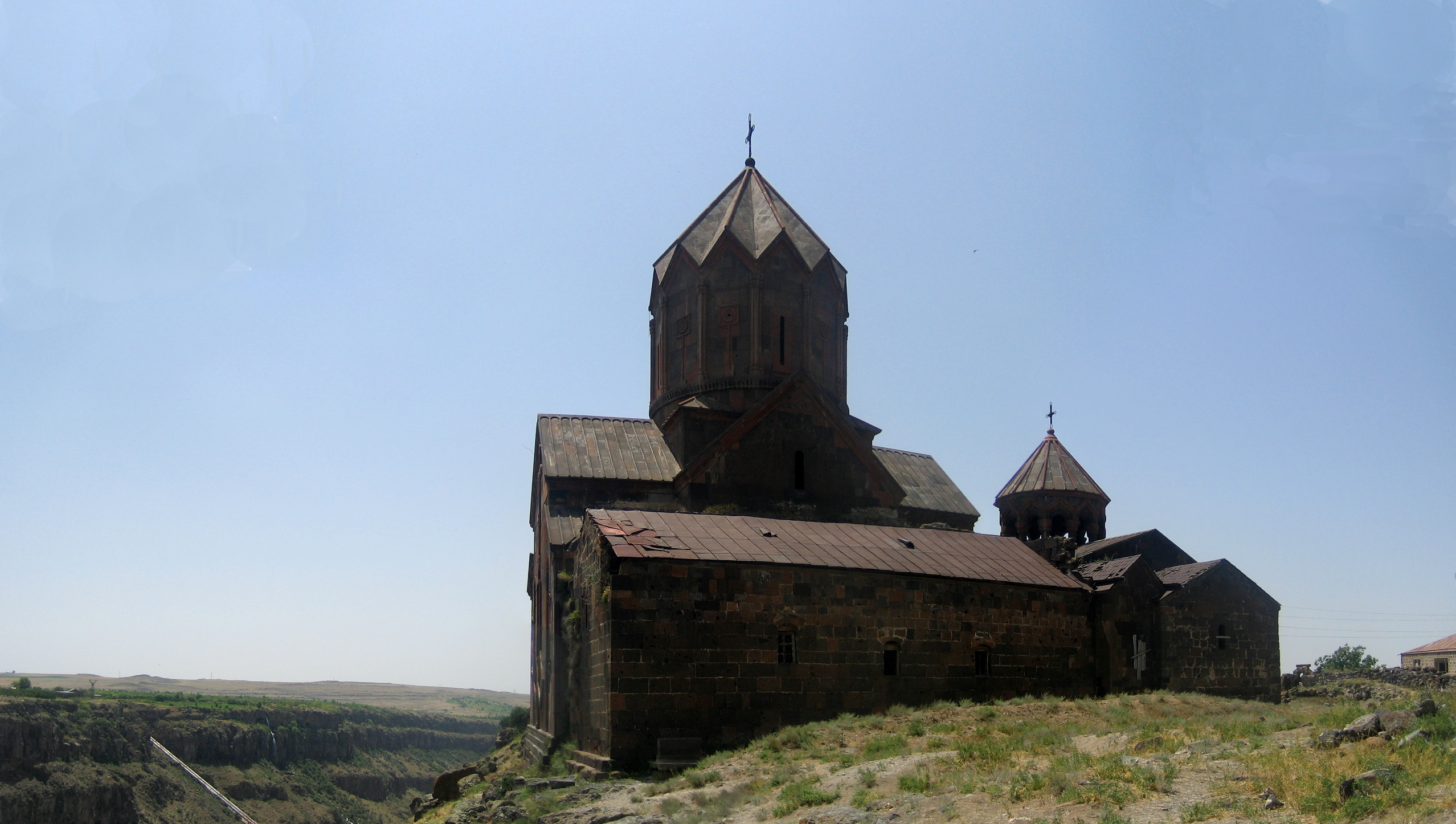
Один з видів на монастир
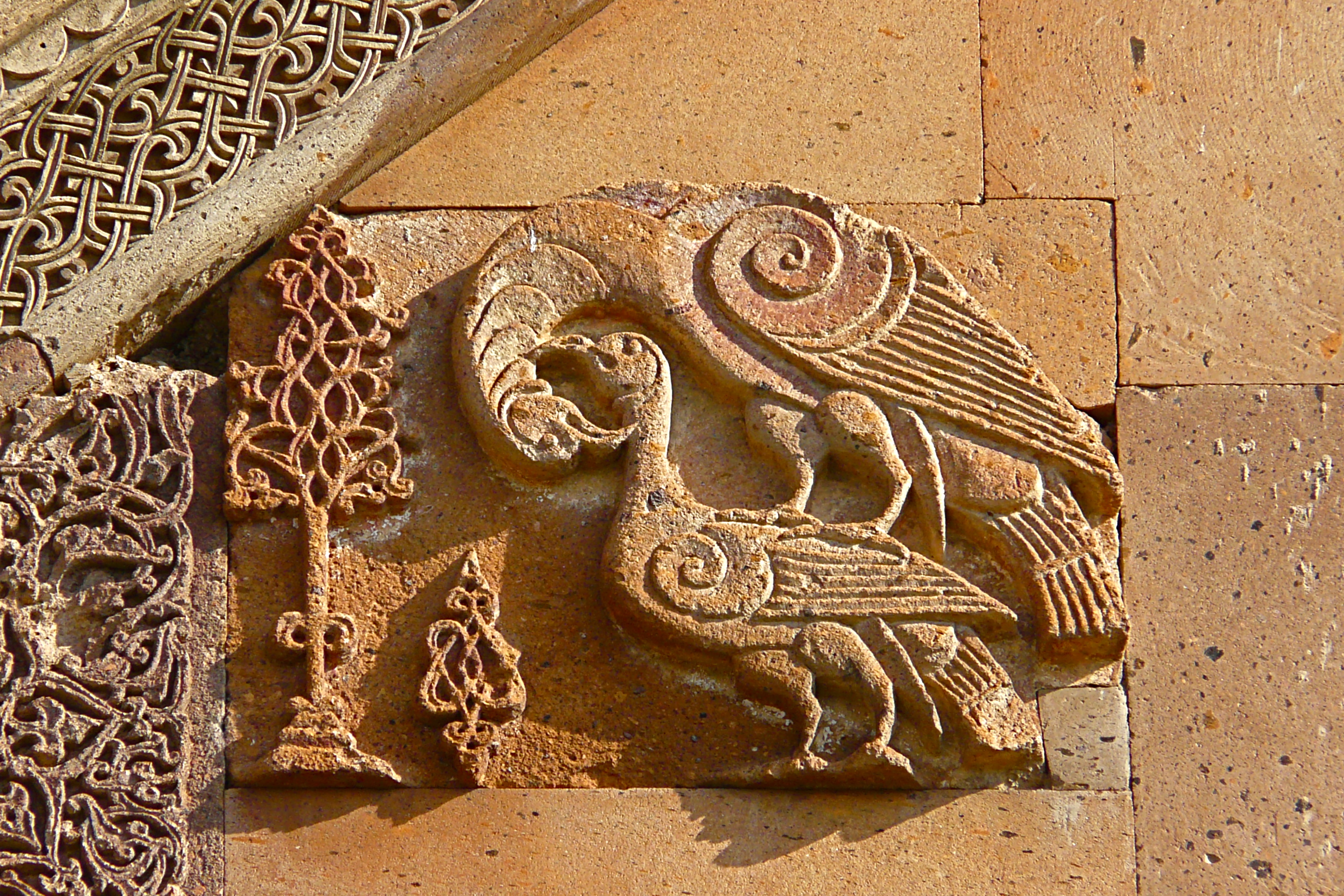
Барельєфи
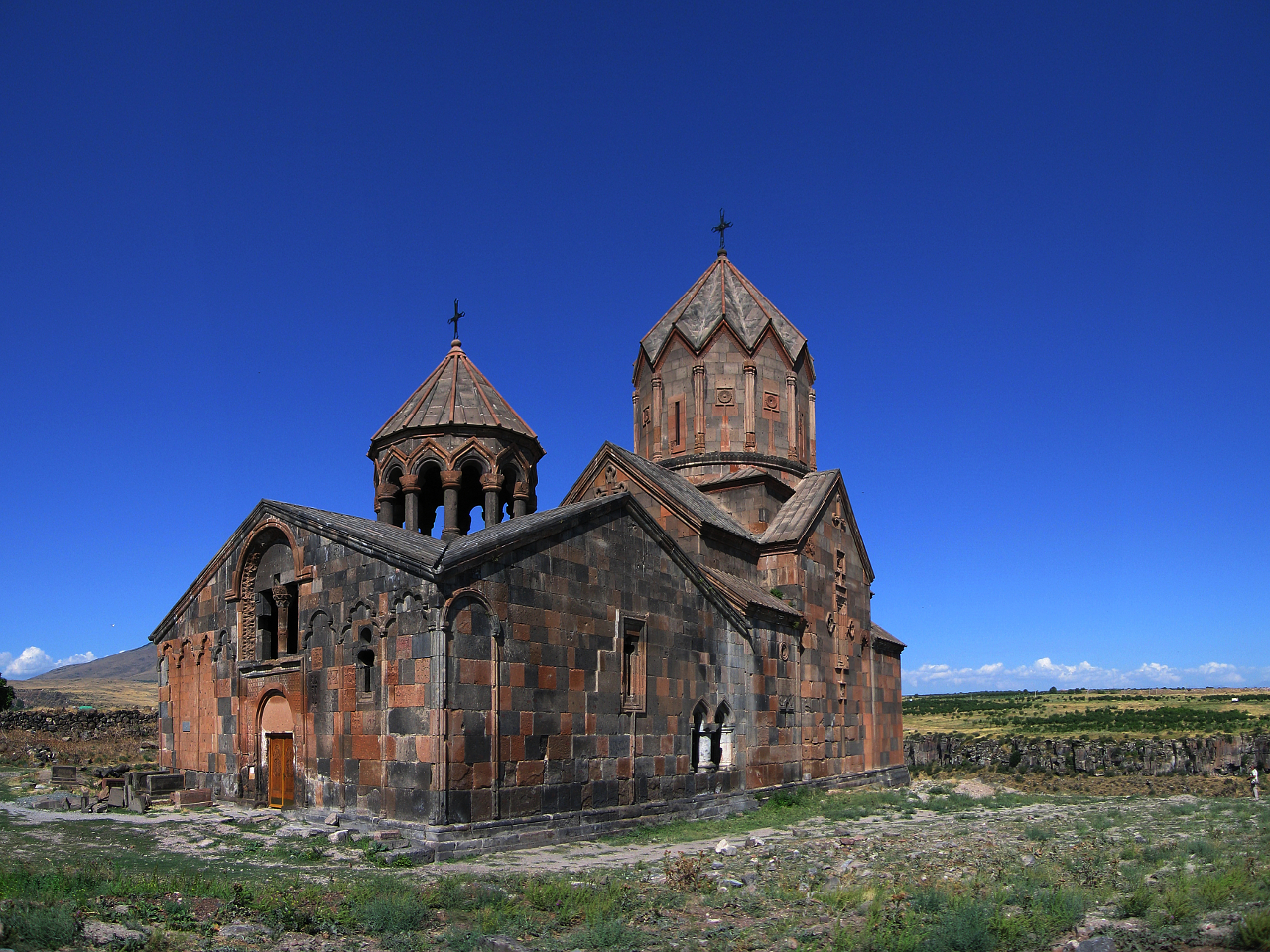
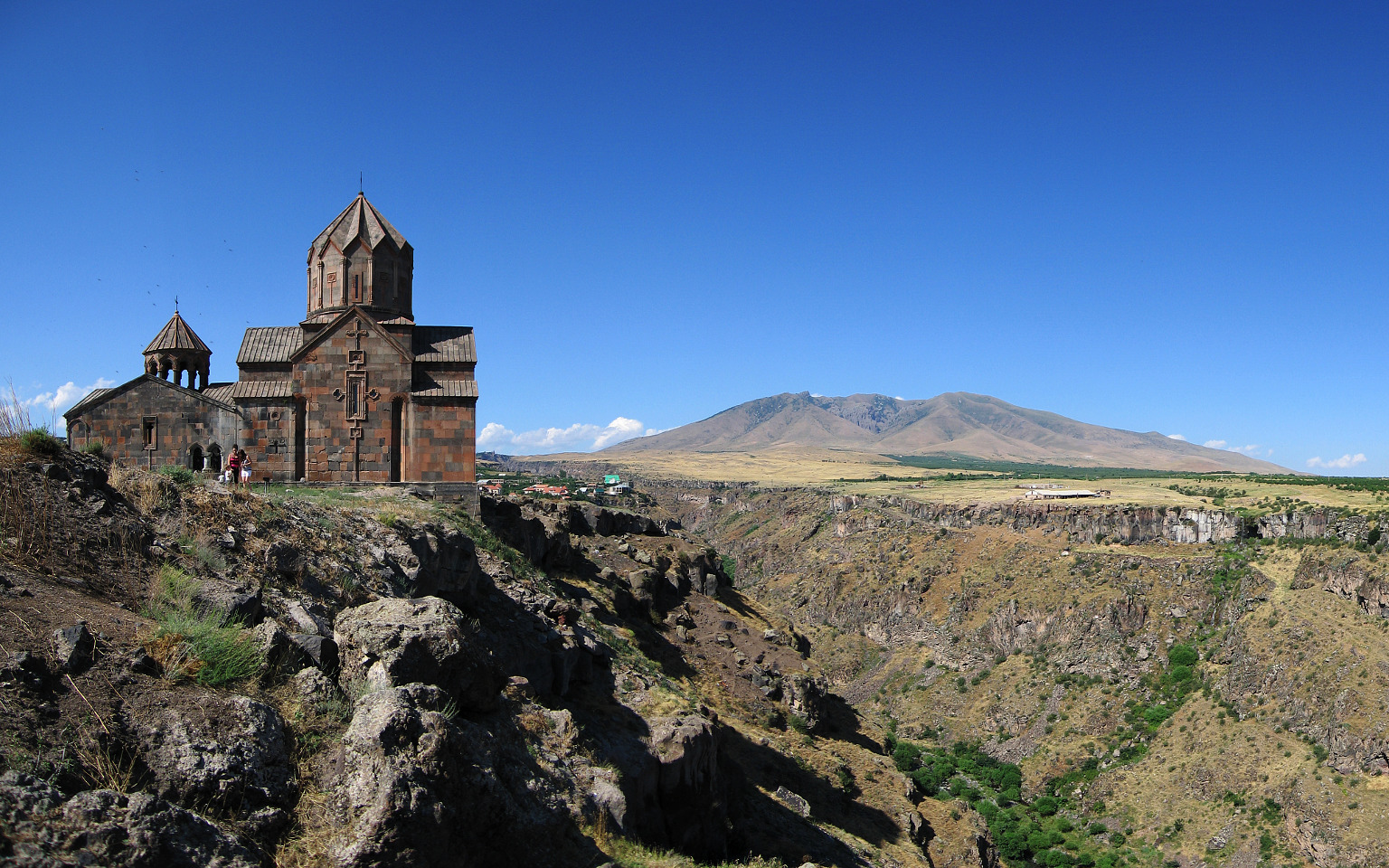